# Viaplay
Viaplay es un servicio de streaming disponible en varios países de Europa dedicado a series, películas y la transmisión de eventos deportivos, operado por la empresa multinacional sueca Viaplay Group.

## Historia
Originalmente propiedad de Modern Times Group, el servicio fue lanzado en mayo de 2007 como Viasat On Demand. Fue rebautizado como Viaplay en 2011. Viaplay estrenó su primer título de ficción original Swedish Dicks en 2016.
En 2021, el dervicio estaba disponible en Suecia, Noruega, Finlandia, Dinamarca, Estonia, Letonia, Lituania, Islandia y Polonia. Aprovechando la popularidad de los títulos de Nordic noir, el servicio anunció planes para expandirse al Reino Unido y los Países Bajos a mediados de 2022 (en el Reino Unido su estreno 
fue aplazado hasta el último trimestre de 2022), y a Canadá, Alemania, Suiza, Austria y los Estados Unidos para 2023. Viaplay se lanzó en los Estados Unidos antes del cronograma previamente planificado, inicialmente exclusivamente para los clientes de Comcast, con la intención de lanzar una plataforma directa al consumidor más adelante.
En mayo de 2022, Viaplay anunció que la organización había agregado la National Hockey League y la promoción de MMA KSW con sede en Polonia a su oferta en el Reino Unido. En julio de 2022, Viaplay Group adquirió el operador de canales de televisión de pago con sede en el Reino Unido, Premier Sports, y lo renombró a Viaplay el 1 de noviembre de 2022.
El 20 de julio de 2023, se anunció que Viaplay despediría al 25% de su personal mientras seguía una nueva estrategia para centrarse en sus operaciones principales en los países nórdicos, Países Bajos y Viaplay Select. El nuevo enfoque significaba que Viaplay saldría completamente de sus mercados bálticos y discontinuaría su oferta no deportiva de bajo nivel en cada uno de los mercados internacionales restantes, incluidos Estados Unidos y el Reino Unido, para centrarse en su oferta deportiva y la venta de contenidos no deportivos a través de su negocio Viaplay Select.
En 2024, Viaplay abandonó el Reino Unido y pasó a volver a llamarse Premier Sports. El servicio estuvo presente en dicho país desde 2022.La plataforma también abandonó los mercados de EE. UU., Canadá y los países bálticos a principios de 2024 como parte de su nueva estrategia.

## Lanzamiento
| Fecha                              | País           |
| ---------------------------------- | -------------- |
| Mayo de 2007                       | Dinamarca      |
| Mayo de 2007                       | Finlandia      |
| Mayo de 2007                       | Noruega        |
| Mayo de 2007                       | Suecia         |
| 1 de abril de 2020                 | Islandia       |
| 9 de marzo de 2021 (relanzamiento) | Estonia        |
| 9 de marzo de 2021 (relanzamiento) | Letonia        |
| 9 de marzo de 2021 (relanzamiento) | Lituania       |
| 3 de agosto de 2021                | Polonia        |
| 1 de febrero de 2022               | Países Bajos   |
| 1 de noviembre de 2022             | Reino Unido    |
| 22 de febrero de 2023              | Estados Unidos |
| 7 de marzo de 2023                 | Canadá         |
| 1 de septiembre de 2023            | Austria        |
| 1 de septiembre de 2023            | Alemania       |
| 1 de septiembre de 2023            | Suiza          |

## Contenido
El servicio cuenta con más de 200 Viaplay Originals además de series, películas y documentales licenciados pertenecientes a otras compañías.
Dado que la empresa matriz Viaplay Group posee amplios derechos deportivos en múltiples mercados, Viaplay ofrece transmisiones deportivas en la mayoría de los países en los que opera como se muestra en la siguiente tabla:
| Deporte                | Competición                          | Dinamarca     | Finlandia     | Islandia   | Noruega       | Países Bajos  | Polonia       | Suecia        |
| ---------------------- | ------------------------------------ | ------------- | ------------- | ---------- | ------------- | ------------- | ------------- | ------------- |
| Fútbol                 | UEFA Nations League                  | No disponible | No disponible | Disponible | No disponible | No disponible | No disponible | Disponible    |
| Fútbol                 | UEFA Champions League                | Disponible    | No disponible | Disponible | No disponible | No disponible | No disponible | Disponible    |
| Fútbol                 | UEFA Europa League                   | No disponible | Disponible    | Disponible | Disponible    | No disponible | Disponible    | No disponible |
| Fútbol                 | UEFA Europa Conference League        | No disponible | Disponible    | Disponible | Disponible    | No disponible | Disponible    | No disponible |
| Fútbol                 | Premier League                       | Disponible    | Disponible    | Disponible | Disponible    | Disponible    | Disponible    | Disponible    |
| Fútbol                 | English Football League Championship | Disponible    | Disponible    | Disponible | Disponible    | Disponible    | Disponible    | Disponible    |
| Fútbol                 | FA Cup                               | Disponible    | Disponible    | Disponible | Disponible    | No disponible | No disponible | Disponible    |
| Fútbol                 | Carabao Cup                          | Disponible    | Disponible    | Disponible | Disponible    | Disponible    | Disponible    | Disponible    |
| Fútbol                 | FA Women's Super League              | Disponible    | Disponible    | Disponible | Disponible    | No disponible | Disponible    | Disponible    |
| Fútbol                 | Bundesliga                           | Disponible    | Disponible    | Disponible | Disponible    | Disponible    | Disponible    | Disponible    |
| Fútbol                 | 2. Bundesliga                        | Disponible    | Disponible    | Disponible | Disponible    | Disponible    | Disponible    | Disponible    |
| Fútbol                 | Supercopa de Alemania                | Disponible    | Disponible    | Disponible | Disponible    | Disponible    | Disponible    | Disponible    |
| Deportes de motor      | Fórmula 1                            | Disponible    | Disponible    | Disponible | Disponible    | Disponible    | Disponible    | Disponible    |
| Deportes de motor      | Fórmula 2                            | No disponible | Disponible    | Disponible | Disponible    | Disponible    | No disponible | No disponible |
| Deportes de motor      | Fórmula 3                            | No disponible | Disponible    | Disponible | No disponible | Disponible    | No disponible | No disponible |
| Deportes de motor      | NASCAR                               | Disponible    | Disponible    | Disponible | No disponible | No disponible | No disponible | No disponible |
| Hockey sobre hielo     | National Hockey League               | Disponible    | Disponible    | Disponible | Disponible    | No disponible | Disponible    | Disponible    |
| Béisbol                | Major League Baseball                | Disponible    | Disponible    | Disponible | Disponible    | No disponible | Disponible    | Disponible    |
| Artes marciales mixtas | Ultimate Fighting Championship       | Disponible    | Disponible    | Disponible | Disponible    | No disponible | No disponible | Disponible    |